# イミオ
株式会社イミオは、日本の企業である。社名の由来は『〜商品に「意味を」〜』。企業理念は「ボールを通じて世界をより楽しく」である。

## 沿革
- 2004年 - 現代表取締役社長の倉林啓士郎が東京大学在学中に創業[3]。
- 2005年 - パキスタンからフェアトレードにより、サッカーボール製造・販売開始[4]。オリジナルブランド「sfida」を立ち上げる[4]。「sfida」はイタリア語で「挑戦」の意。
- 2006年 - 株式会社イミオに商号変更[4]。
- 2013年 - 英国「mitre」ブランドの国内ライセンス（独占販売権）を取得[5]。
- 2015年 - 日本フットサルリーグ（Fリーグ）と公式スポンサー契約締結[6]。
- 2016年
  - EAFF サッカー東アジア連盟と公式スポンサー契約/FIFA公認球メーカー入り。
  - 沖縄県のJリーグチーム「FC琉球」の経営に参画、倉林が代表兼任。
  - スポーツ用人工芝「Hyper Turf」の販売・施工事業を開始。
- 2017年 - 愛知県清須市に新プリント工場を設立。
- 2018年 - フットサル全力応援メディア「SAL」オープン。
- 2020年
  - 台湾サッカー協会と公式試合球契約。
  - イスラエルのゴールキーパーグローブブランド「ELITE SPORT」の国内独占販売権取得。
- 2021年 - 「第100回全国高校サッカー選手権大会」オフィシャルパートナーに決定。
- 2025年 - サッカーメディア「超ワールドサッカー」の運営権を取得[7]。

## 事業内容
- スポーツブランド事業[1]
- スポーツパーク事業[1]
- スポーツIT事業[1]